# Max-Reger-Institut

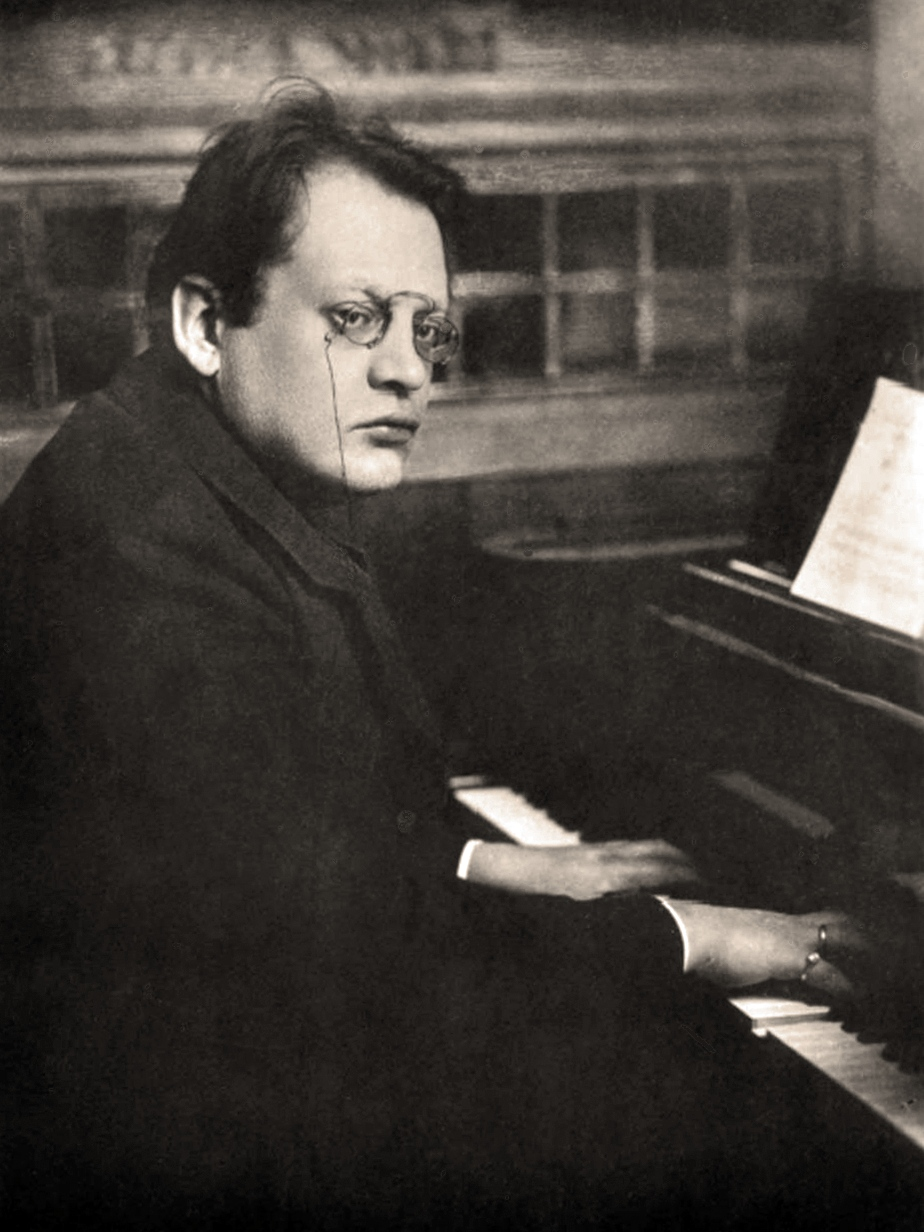
Max-Reger (um 1910) – einer der Namensgeber des musikalischen Forschungsinstitut

Das Max-Reger-Institut/Elsa-Reger-Stiftung ist ein musikwissenschaftliches Forschungsinstitut mit umfangreichem Archiv in Karlsruhe.
Das Institut ist benannt nach Max Reger sowie seiner Ehefrau Elsa Reger. Max Reger war zu Lebzeiten (1873–1916) ein bedeutender Repräsentant des deutschen Musiklebens, Umbrüche der Neuen Musik ließen ihn allerdings in Vergessenheit geraten. Elsa Reger gründete Stiftung und Institut.

## Geschichte
1947 errichtete Max Regers Witwe Elsa Reger eine Stiftung und gründete als Ausführungsorgan das Max-Reger-Institut in Bonn. Zunächst weder mit Geldmitteln noch sonstigem Nachlass ausgestattet, konnte dank der ideellen Gesinnung aller Beteiligten mit der Ermittlung der in zwei Weltkriegen verstreuten Autographen und dem Aufbau eines Archivs begonnen und die Forschungstätigkeit in bescheidenem Rahmen, doch kontinuierlich wachsend aufgenommen werden. Seit 1996, nach einem Umzug nach Karlsruhe in das Haus des Museums für Literatur am Oberrhein, wird das Max-Reger-Institut durch das Land Baden-Württemberg und die Stadt Karlsruhe institutionell gefördert und ist seit 1998 in der Alten Karlsburg Durlach ansässig. Mit der Hochschule für Musik Karlsruhe und der Badischen Landesbibliothek verbindet das Max-Reger-Institut seit langem eine enge Kooperation.

## Archivgut
Das Archiv umfasst Musikautographen (Entwürfe, Reinschriften, Korrekturabzüge) aus allen Schaffensphasen und Werkgattungen sowie eine Vielzahl handschriftlicher Briefe und Postkarten Regers an Freunde, Verleger, Interpreten und bedeutende Zeitgenossen. Des Weiteren ist die umfangreiche Korrespondenz der Witwe nach Regers Tod sowie Dokumente, Fotografien, Bilder, Karikaturen, Konzertprogramme und Erinnerungsgegenstände archiviert.
Seit 2003 gehört auch das BrüderBuschArchiv mit einer Vielfalt von Dokumenten zu Leben und Wirken u. a. der bedeutenden Interpreten Fritz und Adolf Busch zu den Beständen. Die Bibliothek mit Notendrucken Regers in Erst- und späteren Ausgaben, mit der internationalen Literatur zu Reger und seinem Umfeld und einem umfangreichen Klangarchiv wird ergänzt durch Kopien jener Manuskripte und Dokumente, die nicht im Besitz der Stiftung sind.

## Publikationen
Als Zentrum der Regerforschung bearbeitet und erschließt das Max-Reger-Institut das Archiv- und Forschungsmaterial und gibt die Resultate in einer eigenen Schriftenreihe heraus, in die auch vom Max-Reger-Institut wissenschaftlich begleitete Dissertationen Aufnahme finden; seit 2020 erscheinen in loser Folge auch Veröffentlichungen ausschließlich in digitaler Form. Seit 2008 wird außerdem am Max-Reger-Institut eine neue Reger-Werkausgabe erstellt; daneben erscheinen einzelne wissenschaftliche Neuausgaben von Reger-Werken. Anfang 2011 erschien, gefördert durch die Deutsche Forschungsgemeinschaft, das neue Reger-Werk-Verzeichnis.

## Sonstige Aktivitäten
Von Anfang an war die Arbeit des Max-Reger-Instituts von dem Gedanken geprägt, das gesammelte Material Forschern, Musikern und Musikliebhabern zugänglich und verfügbar zu machen. Durch diese unterstützende Funktion sowie durch die regelmäßige Organisation und Durchführung von Ausstellungen, Kongressen, Gesprächskonzerten und Konzertreihen in internationaler Zusammenarbeit mit Musikhochschulen und wechselnden Veranstaltern ist das Max-Reger-Institut heute weit mehr als eine Forschungs- und Editionsstätte, es ist ein kommunikatives Zentrum, das für die Verbreitung und das Verständnis Max Regers, seines historischen Umfelds und der Wurzeln der Musik der Gegenwart wirbt.
Seit 2005 richtet das Institut mit der Stadt Karlsruhe und der Hochschule für Musik Karlsruhe den Europäischen Kammermusikwettbewerb Karlsruhe aus.

## Persönlichkeiten
Gründungsmitglieder des Kuratoriums der Elsa-Reger-Stiftung:
- Karl Wendling (1875–1962)
- Ludwig Schiedermair (1876–1957)
- Joseph Haas (1879–1960)
- Johanna Senfter (1879–1961)
- Hans Weisbach (1885–1961)
- Erich Hermann Müller von Asow (1892–1964) war bis 17. März 1948 Gründungsmitglied des Kuratoriums der Elsa-Reger-Stiftung und bis 6. Dezember 1947 von Elsa Reger eingesetzter stellvertretender Direktor des Max-Reger-Instituts
- Joseph Schmidt-Görg (1897–1981)

Weitere Kuratoriumsmitglieder der Elsa-Reger-Stiftung waren bzw. sind u. a.:
- Fritz Stein (1879–1961)
- Karl Hasse (1883–1960)
- Hans Mersmann (1891–1971) war von Dezember 1947 bis zu seinem Tode Kuratoriumsvorsitzender der Elsa-Reger-Stiftung
- Hellmuth von Hase (1891–1979)
- Hermann Josef Abs (1901–1994)
- Rudolf Serkin (1903–1991)
- Ottmar Schreiber (1906–1984) war von März 1948 bis 1980 geschäftsführendes Kuratoriumsmitglied der Elsa-Reger-Stiftung und damit Leiter des Max-Reger-Instituts
- Max Martin Stein (1911–2001)
- Helmut Wirth (1912–1989)
- Gerd Sievers (1915–1999)
- Reinhard Goerdeler (1922–1996)
- Konrad Redeker (1923–2013)
- Günther Massenkeil (1926–2014) war von April 1972 bis April 1997 Kuratoriumsvorsitzender der Elsa-Reger-Stiftung
- Horst Stein (1928–2008)
- Reinhold Brinkmann (1934–2010)
- Friedhelm Krummacher (* 1936)
- Siegfried Schmalzriedt (1941–2008) war von April 1997 bis zu seinem Tode Kuratoriumsvorsitzender der Elsa-Reger-Stiftung
- Gerhard Goll (* 1942)
- Susanne Popp (* 1944) ist seit 1981 geschäftsführendes Kuratoriumsmitglied der Elsa-Reger-Stiftung und damit Leiterin des Max-Reger-Instituts
- Götz W. Werner (* 1944)
- Wolfram Steinbeck (* 1945)
- Hans-Joachim Hinrichsen (* 1952)
- Hartmut Höll (* 1952)
- Siegfried Mauser (* 1954)
- Wolfgang Meyer (1954–2019)
- Ulrich Konrad (* 1957)
- Markus Becker (* 1963)
- Christiane Wiesenfeldt (* 1972).
- Thomas Seedorf (* 1960) ist seit 2009 Kuratoriumsvorsitzender

Ehrenmitglieder des Max-Reger-Instituts:
- Richard Strauss (1864–1949)
- Hans Pfitzner (1869–1949)
- Richard Braungart (1872–1963)
- Albert Schweitzer (1875–1965)
- Volkmar Andreae (1879–1962)
- Fritz Busch (1890–1951)
- Adolf Busch (1891–1952)

Weitere Personen:
- Herta Müller (* 1939) hat in der Schriftenreihe des Max-Reger-Instituts veröffentlicht
- Rainer Cadenbach (1944–2008) hat in der Schriftenreihe des Max-Reger-Instituts veröffentlicht

## Veröffentlichungen des Instituts
- https://www.max-reger-institut.de/de/publikationen/publikationen
- „IMMER REGER. Geschichte und Aufgaben des Max-Reger-Instituts“, hrsg. vom Max-Reger-Institut/Elsa-Reger-Stiftung, Stuttgart 2007